# Blaesoxipha sublaticornis
Blaesoxipha sublaticornis är en tvåvingeart som beskrevs av Hsue 1978. Blaesoxipha sublaticornis ingår i släktet Blaesoxipha och familjen köttflugor. Inga underarter finns listade i Catalogue of Life.